# Cryptostylis
Cryptostylis é um dos dois gêneros que compõe a subtribo Cryptostylidinae, pertencente à família das orquídeas (Orchidaceae). Este gênero é formado por 23 espécies de plantas terrestres, espalhadas pelo sudeste asiático e Oceania, sendo nove espécies endêmicas da Nova Guiné, três da Austrália, duas de Borneu, duas de Java. As restantes ocorrem em mais de um local, inclusive nos citados. São plantas terrestres glabras perenes; sem tubérculos, com longas raízes glabras carnosas; sem folhas ou com uma, ou poucas, folhas mais longas que largas, eretas, coriáceas e pecioladas, frequentemente avermelhadas no verso; inflorescência racemosa, com poucas ou muitas flores que medem mais de quinze milímetros e não ressupinam, de cores pouco vistosas, com sépalas e pétalas reduzidas, parecidas mas ligeiramente diferentes, as pétalas menores; e labelo fixo e imóvel, muito maior que os outros segmentos; coluna curta e apoda com quatro polínias.

## Publicação e Sinônimos
- Cryptostylis R.Br., Prodr. Fl. Nov. Holl.: 317 (1810).

Espécie tipo:
- Cryptostylis erecta R.Br., Prodr. Fl. Nov. Holl.: 317 (1810).

Etimologia:
- Do grego kryptos, escondido, e stylos, pilar, em referência à sua curta coluna, parcialmente escondida pelo labelo de suas flores.

Sinônimos:
- Chlorosa Blume, Bijdr.: 420 (1825).
- Zosterostylis Blume, Bijdr.: 418 (1825).

## Espécies
1. Cryptostylis acutata J.J.Sm., Bull. Jard. Bot. Buitenzorg, III, 3: 243 (1921).
2. Cryptostylis apiculata J.J.Sm., Meded. Rijks-Herb. 23: 2 (1915).
3. Cryptostylis arachnites (Blume) Hassk. in C.L.Blume, Coll. Orchid.: 133 (1859).
4. Cryptostylis arfakensis J.J.Sm., Repert. Spec. Nov. Regni Veg. 11: 553 (1913).
5. Cryptostylis carinata J.J.Sm., Repert. Spec. Nov. Regni Veg. 11: 134 (1912).
6. Cryptostylis clemensii (Ames & C.Schweinf.) J.J.Sm., Mitt. Inst. Allg. Bot. Hamburg 7: 17 (1927).
7. Cryptostylis concava Schltr., Repert. Spec. Nov. Regni Veg. 16: 42 (1919).
8. Cryptostylis conspicua J.J.Sm., Bull. Jard. Bot. Buitenzorg, III, 3: 247 (1921).
9. Cryptostylis erecta R.Br., Prodr.: 317 (1810).
10. Cryptostylis filiformis Blume, Coll. Orchid.: 134 (1859).
11. Cryptostylis gracilis Schltr., Repert. Spec. Nov. Regni Veg. 16: 103 (1919).
12. Cryptostylis hamadryas Schltr., Repert. Spec. Nov. Regni Veg. 16: 103 (1919).
13. Cryptostylis hunteriana Nicholls, Victorian Naturalist 54: 182 (1938).
14. Cryptostylis javanica J.J.Sm., Bull. Jard. Bot. Buitenzorg, III, 3: 245 (1921).
15. Cryptostylis lancilabris Schltr., Bot. Jahrb. Syst. 58: 54 (1922).
16. Cryptostylis leptochila F.Muell. ex Benth., Fl. Austral. 6: 334 (1873).
17. Cryptostylis ligulata J.J.Sm., Bot. Jahrb. Syst. 66: 163 (1934).
18. Cryptostylis maculata (J.J.Sm.) J.J.Sm., Nova Guinea 14: 341 (1929).
19. Cryptostylis ovata R.Br., Prodr.: 317 (1810).
20. Cryptostylis sigmoidea J.J.Sm., Repert. Spec. Nov. Regni Veg. 11: 553 (1913).
21. Cryptostylis sororia Schltr., Repert. Spec. Nov. Regni Veg. 16: 104 (1919).
22. Cryptostylis subulata (Labill.) Rchb.f., Beitr. Syst. Pflanzenk.: 15 (1871).
23. Cryptostylis taiwaniana Masam., Trans. Nat. Hist. Soc. Taiwan 23: 208 (1933).